# 파키스탄 축구 연맹
파키스탄 축구 연맹(우르두어: پاکستان فٹ بال فیڈریشن, 영어: Pakistan Football Federation, PFF)은 파키스탄의 축구 협회를 관리하는 국가 기구이다. 축구 국제 관리 기구인 FIFA의 회원국이며 아시아 축구 연맹에 소속되어 있다. 1947년 창설된 이 연맹은 남자, 여자, 풋살, 비치사커 국가대표팀을 관리하고 있다.

## 역사
1947년 파키스탄 독립과 동시에 동쪽과 서쪽은 모두 영국령 인도 제국의 축구 인프라를 물려받았다. 인도는 콜카타에 본부를 둔 인도 축구 협회와 전인도 축구 연맹(AIFF)을 물려받았기 때문에 경기를 제대로 운영하기 위한 전국적인 축구 협회 설립의 필요성이 절실했다.
그리하여 1947년 12월 5일 파키스탄 축구 연맹이 창설되었다. 파키스탄의 초대 총독인 무함마드 알리 진나가 후원자가 되었고, 1948년 PFF는 FIFA에 가입되었다. 1954년 아시아 축구 연맹의 창립 멤버 중 하나이기도 했다. PFF는 1948년 5월 28일부터 6월 5일까지 카라치에서 제1회 전국 축구 선수권 대회를 조직했는데, 결승전에서 신드 레드가 신드 블루를 이겼다.
하지만 경기가 순조롭게 진행되지는 못했다. 파키스탄의 국제대회 참가는 규칙적이지 못했고, 1950년대 초반에는 경기의 조직력 부족으로 인해 그 수준을 유지할 수 없었다.

## 비판
지난 몇 년간 파키스탄 축구 연맹은 여러 부패 스캔들과 파키스탄에서 일상적인 축구 활동을 운영하는 데 무능하다는 비판을 받아 왔으며, 현지 언론들은 PFF의 현재 상황을 "공포 쇼"라고 표현했다.

## 같이 보기
- 아시아 축구 연맹
- 남아시아 축구 연맹
- 파키스탄 축구 국가대표팀
- 파키스탄 여자 축구 국가대표팀
- 파키스탄 프리미어리그